# Право первой подписи
«Право первой подписи» — советский фильм 1978 года, снятый режиссёром Владимиром Чеботарёвым на киностудии «Мосфильм».
Премьера фильма состоялась 3 ноября 1978 года. Прокат — 7 млн зрителей.

## Сюжет
Председатель внешнеторгового объединения СССР Владимир Казаков ведёт переговоры с американским бизнесменом Джорджем Викасом о продаже советской лицензии на разработку бурого угля. Сталкиваясь с препятствиями, Казаков заинтересовывает Викаса возможностью высокой прибыли. Однако другие американские фирмы, в том числе и сотрудник ЦРУ Рон Клюгер, узнав о переговорах, пытаются сорвать их, организуя травлю Викаса и угрожая ему. Несмотря на давление и манипуляции, Викас стойко отстаивает свои интересы, и в итоге Казакову удаётся добиться соглашения о строительстве химического комбината.

## В ролях
- Владимир Ивашов — Владимир Васильевич Казаков
- Владимир Кенигсон — Джордж Викас
- Наталья Фатеева — Бетси Стайн
- Станислав Ландграф — Рон Клюгер
- Анатолий Кузнецов — Сергей Андреевич Савельев
- Владимир Тыкке — Аллан
- Владимир Самойлов — Иван Николаевич Овчинников
- Всеволод Сафонов — Евгений Александрович Рябин
- Улдис Лиелдидж — президент компании «General Oil»
- Нина Маслова — жена Казакова
- Юрий Саранцев — Сергиенко

## Съёмочная группа
- Сценаристы: Михаил Рык, Вячеслав Хотулёв
- Режиссёр: Владимир Чеботарёв
- Оператор: Александр Княжинский
- Художник: Евгений Серганов
- Композитор: Андрей Петров
- Звукорежиссёр: Виталий Шмелькин